# Umgekehrtes Quotenvorrecht
Das umgekehrte Quotenvorrecht ist ein juristischer Begriff aus dem Bereich der Unfallregulierung. Er erlangt Bedeutung im Schadensersatz- und Vertragsrecht, wenn der Geschädigte nach einem Verkehrsunfall die Wahl hat, wegen seines Schadens zwei Versicherer in Anspruch zu nehmen: wegen des gesamten Schadens den leistungspflichtigen Kfz.-Haftpflichtversicherer seines Unfallgegners und wegen des Fahrzeugschadens seinen eigenen Kaskoversicherer.

## Problemstellung
Die Wahlmöglichkeit, nach einem Verkehrsunfall zwei Versicherer in Anspruch zu nehmen, entsteht nur bei einer Teilhaftung, denn ist der Versicherer des Unfallverursachers auf Basis einer 100%igen Haftung voll eintrittspflichtig, hat der Geschädigte keine Veranlassung, seinen eigenen Kaskoversicherer in Anspruch zu nehmen und seinen Schadenfreiheitsrabatt damit unnötig zu belasten.
Anders ist es bei einem eigenen Mitverschulden des Geschädigten, das zu einer Teilhaftung führt. In diesem Fall ersetzt ihm der Haftpflichtversicherer des Unfallgegners seinen Schaden nur anteilig nach der Haftungsquote und bleiben restliche Ansprüche unbezahlt.
Dann stellt sich für den Geschädigten die Frage, in welcher Reihenfolge er vorgeht.
In der Unfallregulierung werden bei einer Teilhaftung zwei Konstellationen unterschieden: der Geschädigte kann zuerst den eigenen Kasko- und danach den Haftpflichtversicherer des Unfallgegners in Anspruch nehmen oder umgekehrt vorgehen und zuerst an den Haftpflicht- und erst als zweites an den Kaskoversicherer herantreten.

### Primäre Inanspruchnahme des Kaskoversicherers
Erkennt der Geschädigte von vornherein die Teilhaftung, nimmt er wegen des Fahrzeugschadens in der Regel zuerst seinen Kaskoversicherer in Anspruch, der den versicherten Fahrzeugschaden bedingungsgemäß ausgleicht und falls vertraglich vereinbart eine Selbstbeteiligung in Abzug nimmt.

### Quotenvorrecht
Die nach Abrechnung des Kaskoversicherers offen gebliebenen Schadenspositionen zahlt der Haftpflichtversicherer dann nicht nur anteilig nach Quote, sondern zu 100 %, sofern es sich um fahrzeugbezogene Schadenspositionen handelt. Zu diesen fahrzeugbezogenen Schadenspositionen zählen die Reparaturkosten, die merkantile Wertminderung, die Sachverständigengebühren und die Abschleppkosten. Die maximale Leistungsgrenze des Haftpflichtversicherers ist der Betrag, den er bei ausschließlicher Inanspruchnahme nach Quote aufwenden müsste.
Diese Grundsätze sind für den Geschädigten vorteilhaft, denn er erhält die fahrzeugbezogenen Schadenspositionen in der Regel voll und die anderen Schadenspositionen nach Quote erstattet.
Sie ergeben sich aus dem Quotenvorrecht.

### Sekundäre Inanspruchnahme des Kaskoversicherers
Erkennt der Geschädigte die Teilhaftung am Anfang nicht, dann macht er seine Schadensersatzansprüche in der Regel zuerst gegenüber dem Haftpflichtversicherer des Unfallgegners geltend in der Erwartung, von ihm vollen Schadensersatz zu erhalten. Der Haftpflichtversicherer nimmt dann aber unerwartet eine Teilhaftung an und rechnet die Schadensersatzansprüche nur anteilsmäßig nach Quote ab. Auch in dieser Konstellation bleiben restliche Ansprüche des Geschädigten unbezahlt, so dass er jetzt im Nachhinein an seinen Kaskoversicherer herantritt.
Er richtet seine Ansprüche also nicht zuerst an den Kasko- und dann an den Haftpflichtversicherer des Unfallgegners, sondern geht umgekehrt vor mit der Folge, dass der Kaskoversicherer nicht vor, sondern nach dem Haftpflichtversicherer in Anspruch genommen wird.

## Umgekehrtes Quotenvorrecht
Die Situation des Kaskoversicherers bei sekundärer Inanspruchnahme ist ähnlich der des Haftpflichtversicherer bei sekundärer Inanspruchnahme.
- Der Haftpflichtversicherer hat nach den Grundsätzen des Quotenvorrechts Zahlungen oberhalb seiner Haftungsquote zu erbringen.
- Der Kaskoversicherer hat nach den Grundsätzen des umgekehrten Quotenvorrechts Zahlungen oberhalb seines vertraglichen Leistungsversprechens zu erbringen.

Im Ergebnis muss der Kaskoversicherer die nach der Teilregulierung durch den Haftpflichtversicherer offen gebliebenen Schadenspositionen voll ausgleichen, sofern es sich um fahrzeugbezogene Schadenspositionen handelt. Zu diesen fahrzeugbezogenen Schadenspositionen zählen die Reparaturkosten, die merkantile Wertminderung, die Sachverständigengebühren und die Abschleppkosten.
Der Kaskoversicherer muss damit bei sekundärer Inanspruchnahme auch solche Schadenspositionen ausgleichen, die nicht versichert sind. Seine maximale Leistungsgrenze ist der Betrag, den er bei bedingungsgemäßer Inanspruchnahme aufwenden müsste.
Auch diese Grundsätze sind für den Geschädigten vorteilhaft, weil er die fahrzeugbezogenen Schadenspositionen voll und die anderen Schadenspositionen nach Quote erstattet erhält.
Diese Konstellation wird innerhalb der Rechtsprechung und rechtswissenschaftlichen Literatur als umgekehrtes Quotenvorrecht bezeichnet.